# Matsubaraïta
La matsubaraïta és un mineral de la classe dels silicats que pertany al subgrup de la perrierita, dins del grup de la chevkinita. Va ser anomenada en honor de Satoshi Matsubara, especialista en minerals d'estronci.

## Característiques
La matsubaraïta és un sorosilicat de fórmula química Sr₄Ti₅O₈(Si₂O₇)₂. Cristal·litza en el sistema monoclínic. La seva duresa a l'escala de Mohs és de 5 a 6.
Segons la classificació de Nickel-Strunz, la matsubaraïta pertany a «09.BE - Estructures de sorosilicats, amb grups Si₂O₇, amb anions addicionals; cations en coordinació octaèdrica [6] i major coordinació» juntament amb els següents minerals: wadsleyita, hennomartinita, lawsonita, noelbensonita, itoigawaïta, ilvaïta, manganilvaïta, suolunita, jaffeïta, fresnoïta, baghdadita, burpalita, cuspidina, hiortdahlita, janhaugita, låvenita, niocalita, normandita, wöhlerita, hiortdahlita I, marianoïta, mosandrita, nacareniobsita-(Ce), götzenita, hainita, rosenbuschita, kochita, dovyrenita, baritolamprofil·lita, ericssonita, lamprofil·lita, ericssonita-2O, seidozerita, nabalamprofil·lita, grenmarita, schüllerita, lileyita, murmanita, epistolita, lomonossovita, vuonnemita, sobolevita, innelita, fosfoinnelita, yoshimuraïta, quadrufita, polifita, bornemanita, xkatulkalita, bafertisita, hejtmanita, bykovaïta, nechelyustovita, delindeïta, bussenita, jinshajiangita, perraultita, surkhobita, karnasurtita-(Ce), perrierita-(Ce), estronciochevkinita, chevkinita-(Ce), poliakovita-(Ce), rengeïta, dingdaohengita-(Ce), maoniupingita-(Ce), perrierita-(La), hezuolinita, fersmanita, belkovita, nasonita, kentrolita, melanotekita, til·leyita, kil·lalaïta, stavelotita-(La), biraïta-(Ce), cervandonita-(Ce) i batisivita.

## Jaciments
La matsubaraïta va ser descoberta al riu Kotaki (Kotakigawa), a Itoigawa, a la Prefectura de Niigata (Chubu, Honshū, Japó). Es tracta de l'únic indret on ha estat descoberta aquesta espècie mineral.